# 주태 (조위)
주태(州泰, ? ~ 261년)는 중국 삼국 시대 조위의 무장으로, 형주(荊州) 의양군(義陽郡) 사람이다.

## 생애
용병술에 뛰어났다고 전한다.
250년, 신성태수(新城太守)로써 형주 정벌에 참전해 자귀(秭歸)로 쳐들어갔으며, 위군은 오군을 물리치고 승리를 거두었다.
251년 1월, 다시 왕기(王基)와 함께 오군과 싸워 수천 명을 항복시켰다.
252년 1월, 사마사(司馬師)의 명령에 의해 주와 군을 관장하게 되었다.
257년, 제갈탄(諸葛誕)이 사마소(司馬昭)에 대항해 회남(淮南)에서 거병하자, 사마소는 대군을 거느리고 직접 수춘(壽春)으로 와서 제갈탄군을 공격했다. 단독으로 사마소에게 맞서기 어렵다고 생각한 제갈탄은 아들 제갈정(諸葛靚)을 오나라에 인질로 보내고 구원을 청했으며, 오의 실권자 손침(孫綝)은 군사를 보내 제갈탄을 도왔다.
오나라 장수 주이(朱異)가 안풍(安豊)에 진을 치자, 사마소는 주태에게 주이를 공격하게 했다. 주태는 주이와 양연(陽淵)에서 싸워 2천 명을 베었으며, 패전한 주이의 소식을 듣고 손침은 군사를 또다시 주어 가게 했으나, 주이가 '군사들이 피로하고 군량이 부족하고, 이길 가능성이 낮다'란 이유로 명령을 거부하자, 노한 손침은 주이를 죽였다. 이후 벼슬이 정로장군(征虜將軍)까지 이르렀다.
261년, 병으로 죽었다. 위장군(衛將軍)에 추증되었고, 시호를 장후(莊侯)라 하였다.

## 같이 보기
- 삼국지 인물 목록